# Habescha
Habescha (amharisch habäša, Tigrinya ḥabäša, äthiopische Schrift ሓበሻ, manchmal amharisch Abesha, አበሻ abäša; arabisch الأحباش, DMG al-aḥbāš; außerhalb des deutschen Sprachraums bisweilen Habesha) bezeichnet Angehörige der semitischsprachigen Volksgruppen unter anderem der Amharen, Tigray (Tigrinya) und Tigre im nördlichen Hochland von Abessinien in Äthiopien und Eritrea. Die Ethnien sind sich zwar sehr ähnlich, sprechen aber verschiedene – wenngleich verwandte – Sprachen.

## Religion
In Äthiopien leben in der Mehrheit Christen (Äthiopisch-Orthodoxe Tewahedo-Kirche, Protestanten, Katholiken) und Muslime. Der christliche Glaube wurde – anders als bei vielen anderen Völkern Afrikas – nicht durch europäische Kolonisierung verbreitet. Die Habescha-Christen gehören vielmehr zu den ältesten christlichen Gemeinden der Welt. In der Bibel finden sich Taufgeschichten (zum Beispiel in Apg 8,26ff  die Geschichte von Philippus und dem äthiopischen Eunuchen), die auf die Zeit um 50 datiert werden können. Anders als bei den Römischen Kirchen gibt es in Äthiopien und Eritrea eine ununterbrochene Sprachtradition des Christentums, da von jeher Altäthiopisch als Klerikalsprache benutzt wurde.
Muslimische Habescha sind in der Regel Sunniten. Außerdem sind einige Sufi-Orden im Land vertreten.
Die Zahl der äthiopischen Juden ist heute sehr klein; nach israelischen Quellen weniger als 1300 Menschen. Im Zuge der Operation Moses siedelten sich viele jüdische Habescha in Israel an.
Die Christen in Eritrea leben vorwiegend in der Hochebene um Asmara und die muslimischen Teile der Bevölkerung hauptsächlich im Tiefland und in Küstennähe. Neben dem Islam sind die Eritreisch-Orthodoxe Tewahedo-Kirche, römisch-katholische Kirche und die evangelisch-lutherische Kirche vom Staat zugelassen. Religiöse Minderheiten, die nicht zu den offiziell zugelassenen gehören, vor allem evangelikale Gruppen und Zeugen Jehovas sind, besonders seit 2002, von staatlichen Repressionen betroffen.

## Kulturelle Gemeinsamkeiten
Grenzübergreifend teilen die Habescha viele kulturelle Elemente miteinander, am deutlichsten wird dies an der gemeinsamen äthiopischen Schrift.
Auch die Küche ist im Wesentlichen identisch. Typisch sind großporige, weiche Brotfladen aus Sauerteig (Injera), die mit scharfen Fleisch- oder Gemüsesoßen gegessen werden. Getreide- und Honigbier sind ebenfalls besondere Spezialitäten.
Eine Besonderheit ist, dass auch die äthiopisch-orthodoxen Habescha sich an bestimmte Speiseregeln halten, die der jüdischen Kashrut bzw. den islamischen Speiseregeln ähnlich sind. Schweinefleisch wird daher von Orthodoxen nicht gegessen.
Markant ist auch die traditionelle Art der Habescha, Kaffee zuzubereiten. Dabei wird der Kaffee zunächst geröstet und gemahlen und anschließend in einem bauchigen Gefäß (Jabana) mehrfach aufgekocht. Aus einer Portion Kaffee wird anschließend mehrfach – in der Regel drei Mal – Kaffee gekocht. Die gesamte Zubereitung einschließlich der Röstung erfolgt dabei im Kreis der Gäste.

## Bevölkerungszahl
Die Zahl der Habescha variiert je nach Quelle zwischen 32 und 75 Millionen, wobei eine Zahl von unter 35 Millionen wahrscheinlich ist (alle Amharen, Tigrinya und Tigray). Eine signifikante Anzahl Habescha lebt außerhalb von Äthiopien und Eritrea. Nach Angaben von joshuaproject.net ergeben sich folgende Zahlen: Äthiopien: 29.300.000, Eritrea: 2.300.000; Vereinigte Staaten von Amerika: 250.000; Sudan: 111.000; Vereinigtes Königreich: 75.000; Israel: 64.000; Italien: 53.000; Schweiz: 21.000; Jemen: 18.000; Kanada: 16.000; Ägypten: 6.000; Deutschland: 6.000; Dschibuti: 3.500; Saudi-Arabien: 1.900.

## Etymologie des Begriffs Habescha
Die etymologische Herkunft des Begriffs ist unklar. Eine erste Verwendung findet sich im 2./3. Jahrhundert mit Bezug zum aksumitischen Königreich in altsüdarabischen Inschriften. Der Terminus könnte jedoch wesentlich älter sein. Nach einer These Eduard Glasers taucht der Begriff „ḫbstjw“ bereits um 1460 v. Chr. in alt-ägyptischen Inschriften auf und bezeichnete die Habescha. Letztlich – so Müller – lässt sich die Begriffsherkunft aber wegen der langen Zeitspanne der Verwendung heute überhaupt nicht mehr zuordnen. Der Begriff Habescha bildet die etymologische Wurzel des Wortes Abessinien. Da das Wort auch auf Arabisch habesch mit der Bedeutung „Völkergemisch“ zurückgeführt wurde, ist die Bezeichnung „Abessinien“ für Äthiopien von den Äthiopiern als herabsetzend empfunden und abgelehnt worden.

## Geschichte
Die Habescha teilen ein gemeinsames geschichtliches Erbe. Sie sind im Wesentlichen Nachfahren der Bevölkerung des Kerngebietes des aksumitischen Königreiches.
Über die Herkunft der Habescha gibt es verschiedene Theorien. Nach einer Theorie sind sie Nachfahren von Stämmen aus dem Süden der arabischen Halbinsel, die das Rote Meer überquerten, um auf der afrikanischen Seite zu siedeln. Als Indiz hierfür werden sowohl die äthiopische Schrift, die ohne Zweifel auf die altsüdarabische Schrift zurückgeht, als auch die altäthiopische Sprache angeführt, die zusammen mit den Altsüdarabischen Sprachen und teilweise den neusüdarabischen Sprachen bei einigen Klassifikationen des Semitischen als „südsemitisch“ klassifiziert werden. Sowohl die alt- als auch die neusüdarabischen Sprachen sind nicht näher mit dem heutigen Arabischen verwandt, das man in solchen Klassifikationen „Nordarabisch“ nennt. Arabisch in diesem Zusammenhang weist auf die Verbreitung auf der Arabischen Halbinsel hin und nicht auf eine Verwandtschaft mit der (Nord)-Arabischen Sprache.
Nach einer weiteren Meinung, die in Europa zuerst von dem deutschen Orientalisten Hiob Ludolf veröffentlicht wurde, entsprechen die Habescha der Bevölkerung des Königreichs von Saba, wie es im Alten Testament erwähnt ist. Die Königin von Saba gebar nach der biblischen Darstellung den Sohn von König Salomon Ebn Melek. Dieser sei später als Kaiser Menelik nach Israel zurückgekehrt, um seinen Vater zu besuchen. Dieser freute sich so sehr über den Besuch, dass er Menelik den Sohn von Zadok und mit diesem die heilige Bundeslade (nach anderen Quellen: eine Replik der heiligen Bundeslade) als Begleitung für die Heimreise mitschickte. Menelik I. war nach dieser Darstellung der Stammvater der Habescha. Diese Darstellung wurde bzw. wird auch von der äthiopischen Kaiserlichen Familie gestützt. Die bis jetzt ausführlichste Darstellung des Begriffs in verschiedenen äthiopischen Sprachen sowie äthiopischen und ausländischen Quellen von der Antike bis in die Gegenwart stammt von Wolbert Smidt (2014).

## Die Habshis in Indien
Bereits zeitgenössische indo-persische Berichte bezeichnen die Äthiopier des indischen Dekkan-Hochlandes als Habshis, heute ist es eine Bezeichnung in Indien für jene Gemeinschaften, deren Vorfahren als Sklaven meistens vom Horn vom Afrika stammten; ein anderer Begriff lautet Siddis. Die Mehrzahl waren Äthiopier, aber vor allem die von den christlichen äthiopischen Königen eingefangenen – es handelte sich um Angehörige nichtchristlicher Nachbarstämme –, von portugiesischen Sklavenhändlern aufgekauften und nach Indien verschifften Habshis kamen auch aus den umliegenden Gebieten Afrikas (Niloten, Bantus).
Schon der Reisende Ibn Battūta (1304-1368/1377) findet sie von Nordindien bis Sri Lanka als Wachen, Soldaten, Seeleute verbreitet, aber auch in gehobener Position, bisweilen als Eunuchen oder sogar als reguläre Herrscher. Die Habshitruppen und -herrscher in Bengalen wurden zu einer so großen Bedrohung, dass man sie gewaltsam des Landes verwies (1474–1493). Auch in den Fürstentümern des Dekkan (Bidar, Bijapur, Ahmednagar) kamen die Habshis seit Beginn des 15. Jhs. zu großem Einfluss, wo sie sich als Sunniten gemeinsam mit den ebenfalls sunnitischen einheimischen Muslimen, den Dakhnis, erbitterte Kämpfe mit der ebenfalls zugewanderten, rivalisierenden persisch-schiitischen Führungsschicht um die höchsten Staatsämter lieferten.
Habshis dienten auch in den Flotten von Gujarat und den Dekkanfürstentümern; die wichtige Seefestung Janjira war seit dem 16. Jh. bis ins 20. Jh. ununterbrochen in Händen von Habshi-Adeligen, den Siddis von Janjira, die ihren Besitz sowohl gegen die Mogulkaiser, die Marathenherrscher und die Briten behaupteten. In Gujarat bilden die Habshis bis heute eine eigene afrikanische Gemeinschaft.